# Загородная улица (Ломоносов)
Загоро́дная улица — улица в городе Ломоносове Петродворцового района Санкт-Петербурга. Проходит от Краснопрудской до Михайловской улицы.
Название появилось в 1950-х годах. Оно связано с тем, что улица находилась на юго-западной окраине и вела за черту города.
Первоначально Загородная улица проходила от улицы Дегтярёва до Михайловской улицы. 20 июля 2010 года в её состав включили участок от улицы Дегтярёва до Краснопрудской улицы.

## Перекрёстки
- Краснопрудская улица
- улица Дегтярёва
- Михайловская улица